# Národní orgán pro koordinaci
Národní orgán pro koordinaci (NOK) je centrálním metodickým a koordinačním subjektem pro implementaci programů spolufinancovaných z fondů Evropské unie v programovém období 2007–2013 a 2014–2020. Na jeho stránkách najdeme statistiku čerpání fondů EU, mapu projektů a další.

## Vznik NOK
Roli Národního orgánu pro koordinaci plní Ministerstvo pro místní rozvoj ČR na základě usnesení vlády ČR č. 198 z 22. února 2006 a č. 448 z 12. června 2013.
V rámci Ministerstva pro místní rozvoj byla zřízena Sekce koordinace evropských fondů a mezinárodních vztahů, kterou vede náměstkyně ministra pro řízení Sekce koordinace evropských fondů a mezinárodních vztahů.

## Zodpovědnost
Národní orgán pro koordinaci zodpovídá za naplňování stanovených cílů Národního strategického referenčního rámce  pro programové období 2007–2013 a Dohody o partnerství  pro programové období 2014–2020 v České republice. Cílem nastavení systému a činností NOK je zejména zajištění schopnosti ČR efektivně vyčerpat celou přidělenou alokaci z fondů EU.